# Televisor

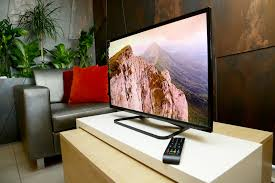
Televisor LCD amb comandament

El televisor, anomenat també TV o receptor de televisió, és un receptor utilitzat per a la recepció i la reproducció d'imatges i so. Després de la segona guerra mundial, va esdevenir un producte de consum popular. Des de 1970 també s'ha convertit en el principal dispositiu per poder veure altres mitjans audiovisuals, com ara cassets VHS, Laser Disc i més tard ordinadors domèstics, reproductors de DVD, reproductors de Blu-Ray i consoles de videojocs.

## Història

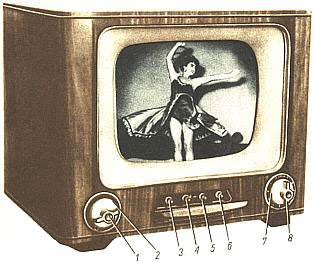
Un model de televisió de finals dels anys cinquanta OT -1471 "Belweder", a 14 polzades

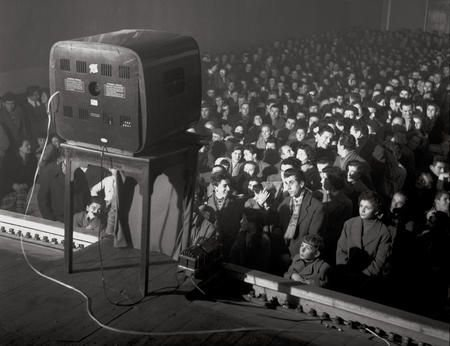
Un televisor muntat davant de la pantalla va permetre, als anys cinquanta, a Itàlia, assistir als espectadors d'un cinema, abans de la projecció de la pel·lícula, el programa d'èxit Lascia o raddoppia?

La primera televisió mecànica es va comercialitzar entre el 1928 i el 1934 al Regne Unit, Estats Units i Rússia. Aquests dispositius (fabricats i venuts per Baird al Regne Unit) eren inicialment ràdios amb l'addició d'un aparell de televisió, format per un tub de neó darrera d'un disc mecànic rotatiu (patentat per l'enginyer alemany Paul Nipkow el 1884, vegeu El disc de Nipkow), amb uns forats disposats en espiral que reproduïen una imatge de la mida d'un segell postal, que després s'ampliava amb una lupa.
En detall, la televisió de Baird estava formada per un sistema d'exploració mecànica: un disc de Nipkow al davant dels elements sensibles del seleni i, instantàniament, es va obtenir un valor elèctric corresponent a la brillantor d'un punt de la imatge, línia rere línia. El principi era similar al que s'utilitzava en els següents televisors per tubs de raigs catòdics. L'espectador consistia a un altre disc de Nipkow, que funcionava davant d'un llum de neó controlat pel senyal modulat en funció de la brillantor dels punts llegits moment a moment: a la pràctica es controlava el corrent de descàrrega de neó. Els discs dels dos dispositius (l'escàner i l'espectador) es van sincronitzar. Entre el 1930 i el 1933 se'n van vendre prop de mil unitats; el «Baird Telivisor» estava disponible fins i tot sense ràdio.
El primer televisor completament electrònic prové de les investigacions de Philo Farnsworth i Vladimir Koz'mič Zvorykin (aquest últim mentre treballava a Westinghouse), mentre que la primera televisió comercial amb tub de raigs catòdics es fabrica a Alemanya per Telefunken el 1934. A França, Itàlia i el Regne Unit és fabricat per altres productors el 1936 i als Estats Units el 1938.
S'estima que al voltant de 19.000 televisors electrònics es van construir a Gran Bretanya abans de la Segona Guerra Mundial, 1.600 a Alemanya, 8.000 als Estats Units. Per raons de producció de guerra es va aturar a l'abril de 1942, per reprendre l'agost de 1945. Des de mitjan anys seixanta, els televisors en color van començar a difondre's arreu del món.

## Descripció
A nivell lògic el televisor és un receptor d'un senyal elèctric o electromagnètic, que viatja al canal de comunicació des d'una font que emet al destinatari que transporta informació, en un senyal òptic o visual bidimensional o tridimensional per a la visualització del monitor i equipada amb equip de recepció apropiat del senyal d'entrada i de sintonització del canal d'informació seleccionat. Per a la implementació física d'aquestes funcionalitats, són possibles diverses solucions tecnològiques que han marcat els temps d'evolució històrica del dispositiu i els serveis associats.
En particular, els fluxos i fluxos d'àudio i vídeo de la mateixa emissió de televisió viatgen separats lògicament entre si i es multiplexen físicament en freqüència en la transmissió al mateix canal de comunicació física. El receptor, un cop sintonitzat aquest canal o banda d'interès, rep els dos fluxos que els separa, i envia el flux de vídeo al monitor i el flux d'àudio als altaveus del TV després de sincronitzar ambdós fluxos entre sí. En general, la sincronització es produeix durant la transmissió per part de l'emissor de televisió.

### Detalls de la implementació
El televisor és constituït essencialment per quatre components lògics principals:
- un sintonitzador / decodificador, utilitzat per a la recepció de senyals elèctrics procedents d'una antena (terrestre o satèl·lit) o directament per cable, per a la seva descodificació i per a la selecció del canal de televisió que es mostrarà;
- una pantalla que transforma els senyals elèctrics del flux de vídeo del canal seleccionat en imatges visibles;
- un o més altaveus per a la difusió en l'entorn de qualsevol senyal d'àudio associat amb el senyal de vídeo;
- un control remot per canviar el canal de forma remota i canviar altres configuracions segons els desitjos de l'usuari, nascut i introduït des dels anys vuitanta.

### Tipus de televisors

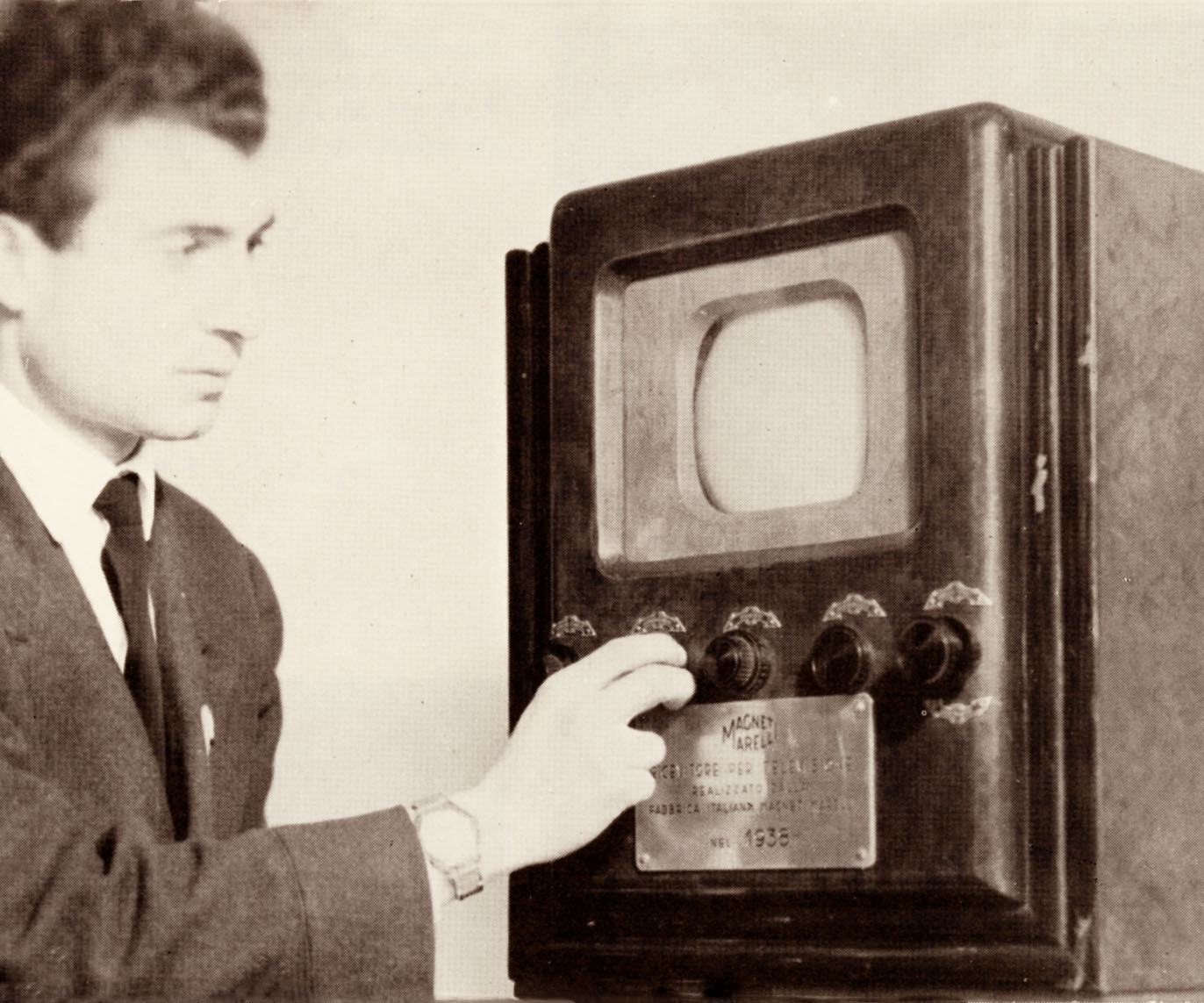
Televisor Magneti Marelli del 1938

Els components esmentats es poden muntar donant lloc a diferents tipus de televisors
- Analògic i digital: el receptor pot acceptar senyals analògiques o digitals: en aquests casos es parla de televisió analògica i televisió digital (DTV);
- El tipus de sintonitzador varia segons el tipus de receptor: en el cas del receptor analògic, el sintonitzador serà un circuit oscil·lant que, en funció de la freqüència d'oscil·lació, permet sintonitzar una estació en lloc d'un altre. En el cas del receptor digital, el sintonitzador és més complex, a més d'una part similar al sintonitzador analògic, també contindrà un circuit per processar el senyal, de manera que el distingeixi segons altres paràmetres característics del senyal, que són:
- polarització (en el cas de la televisió per satèl·lit);
- la taxa de símbols, el nombre de símbols per segon, també indicat amb S / R;
- la correcció d'errors (FEC) de desviació de canals;
- les dades d'informació del programa (PID).

Aquesta multiplicitat de paràmetres, juntament amb la possibilitat de comprimir dades digitals en transmissió (codificació de fonts), permeten transmetre, dins d'una banda de freqüència similar a la analògica, més d'un canal (vegeu també TV digital i DVB).
- Tipus de pantalla : La pantalla pot ser de diferents tipus: el clàssic tub de raigs catòdics present inicialment a tots els televisors electrònics (en desús), monitors làser i televisors de projecció posterior (en desús), pantalla de plasma, pantalla de cristall líquid i OLED (díode emissor de llum orgànic, és a dir, que treballa amb petits díodes de llum LED); cada tipus de pantalla també té l'anomenada relació d'aspecte, és a dir, la relació entre el costat llarg i el costat curt.

### Evolució tecnològica
- Televisor de Baird (1928)
- Televisor a tub catodic (1934)
- TV de projecció posterior (1970)
- Televisor de plasma i televisor LCD (1983)
- Televisor OLED (1987-1990)